# 1982 (szám)
Az 1982 (római számmal: MCMLXXXII) az 1981 és 1983 között található természetes szám.

## A matematikában
A tízes számrendszerbeli 1982-es a kettes számrendszerben 11110111110, a nyolcas számrendszerben 3676, a tizenhatos számrendszerben 7BE alakban írható fel.
Az 1982 páros szám, összetett szám, félprím. Kanonikus alakja 21 · 9911, normálalakban az 1,982 · 103 szorzattal írható fel. Négy osztója van a természetes számok halmazán, ezek növekvő sorrendben: 1, 2, 991 és 1982.
Az 1982 három szám valódiosztóösszeg-függvényeként áll elő, ezek közül a legkisebb a 2248.